# Seznam kostelů v okrese Bruntál
Seznam kostelů v okrese Bruntál je určen pro rychlou orientaci v architektuře kostelů bruntálského okresu. Kostely jsou členěny podle architektonických slohů.

## Kostely podle slohů

### Románské kostely
- Kostel svatého Benedikta (Krnov-Kostelec) - sakristií je původní románský kostel, připomínaný roku 1262
- Kostel Neposkvrněného Početí Panny Marie (Staré Město) - portál z poloviny 13. století, patrně druhotně usazený

### Gotické kostely
- Kostel svatého Martina (Bohušov) - s dochovanou žebrovou klenbou (1486)
- Kostel Nanebevzetí Panny Marie (Brantice) - presbytář (počátek 14. století)
- Kostel Nanebevzetí Panny Marie (Bruntál) - dochováno raně gotické kněžiště s klenbami (polovina 13. století)
- Kostel svatého Jakuba Většího (Dolní Moravice) - staré kněžiště z roku 1593
- Kostel svatého Jiljí (Dvorce) - základ věže (druhá polovina 16. století)
- Kostel svaté Kateřiny (Horní Benešov) - jádro z roku 1253
- Kostel svatého Archanděla Michaela (Hrozová) - jádro, kněžiště z první poloviny 13. století, později rozšířen a upraven
- Kostel svatého Benedikta (Krnov-Kostelec) - klenba chóru z poloviny 14. století
- Kostel svatého Martina (Krnov) - ze 13. až 14. století
- Kostel Narození Panny Marie (Krnov) - goticky založen před rokem 1358, barokně přestavěn
- Kostel svatého Ducha (Krnov) - z druhé poloviny 15. století
- Kostel svatého Jiří (Lomnice) - z poloviny 14. století, značně renesančně přestavěn
- Kostel svatého Michala (Rýmařov) - jádro z roku 1351
- Kostel svatého Jiří (Slezská Harta) - ze třetí čtvrtiny 13. století, přestavěn pozdně goticky
- Kostel Neposkvrněného Početí Panny Marie (Staré Město) - zachován vrcholně gotický závěr kněžiště; později dostavěn
- Kostel svatého Mikuláše (Úvalno) - jádro z 14. století
- Kostel Nejsvětější Trojice (Velká Štáhle) - pozdně gotický z roku 1606

### Renesanční kostely
- Kostel Nanebevzetí Panny Marie (Brantice) - přestavba (1593), později barokizován
- Kostel Nanebevzetí Panny Marie (Bruntál) - úprava (západní štít, konec 16. století)
- Kostel Tří králů (Břidličná) - postaven 1577
- Kostel svatého Ondřeje (Heřmanovice) - věž z roku 1588
- Kostel svaté Máří Magdalény (Horní Město) - renesanční stavba severského typu z let 1611-1612
- Kostel svatého Mikuláše (Horní Životice) - torzo, přestavěn ve druhé polovině 16. století
- Kostel svatého Michaela archanděla (Jiříkov) - jádro věže z roku 1605
- Kostel svatého Jiří (Lomnice) - výrazná úprava z let 1603-1622
- Kostel svatého Michaela (Moravskoslezský Kočov) - jádro (dochována pozdně renesanční věž)
- Kostel svatého Jiří (Pelhřímovy) - jádro z první poloviny 15. století
- Kostel svatého Archanděla Michaela (Razová) - pozdně renesanční z let 1580-1590
- Kostel svatého Jana Křtitele (Ryžoviště) - před rokem 1576, v 18. století přestavěn
- Kostel svatého Michala (Rýmařov) - upraven renesančně v roce 1609

### Barokní kostely
- Kostel Nejsvětější Trojice (Albrechtice u Rýmařova) - z roku 1655, později upraven
- Kostel Narození Panny Marie (Andělská Hora) - raně barokní z roku 1672, později upravován
- Kostel Navštívení Panny Marie (Rýmařov) také Kaple v Lipkách
- Kostel svaté Anny (Andělská Hora) - poutní
- Kostel svaté Markéty (Bílčice) - pozdně barokní (1781-1782)
- Kostel Panny Marie Těšitelky (Bruntál) - vrcholně barokní (1731-1752)
- Kostel Panny Marie Karmelské (Býkov) - z let 1767-1768
- Kostel svatého Jiří (Dětřichov nad Bystřicí) - z let 1771-1773
- Kostel Archanděla Michaela (Dětřichovice) - pozdně barokní z let 1771-1773
- Kostel svaté Anny (Dlouhá Stráň) - pozdně barokní z roku 1777
- Kostel Neposkvrněného početí Panny Marie (Václavov u Bruntálu) - pozdně barokní z let 1754-1755
- Kostel svatého Jiljí (Dvorce) - z let 1752-1753
- Kostel svatého Ondřeje (Heřmanovice) - z roku 1739
- Kostel svatého Valentina (Hlinka) - základ ze 17. století
- Kostel Neposkvrněného početí Panny Marie (Holčovice) - pozdně barokní z let 1770-1772
- Kostel svaté Kateřiny (Horní Benešov) - přestavba po roce 1746, později klasicistně upraven
- Kostel svatého Michala (Hošťálkovy) - vystavěn v letech 1790-1792
- Kostel svatého Mikuláše (Hynčice) - pozdně barokní z let 1778-1782
- Kostel Narození Panny Marie (Jamartice) - pozdně barokní z roku 1783
- Kostel Nejsvětější Trojice (Janov) - pozdně barokní z let 1780-1783
- Kostel Nanebevzetí Panny Marie (Jelení) - raně barokní z roku 1676
- Kostel svatého Mikuláše (Jindřichov) - raně barokní z roku 1677, empírově opraven
- Kostel svatého Michaela archanděla (Jiříkov) - z roku 1787
- Kostel svatého Jana Nepomuckého (Karlovec) - z let 1727-1728
- Kostel svatého Jana Nepomuckého (Karlovice) - z let 1777-1779
- Kostel svaté Kateřiny (Krasov) - raně barokní z roku 1677
- Kostel svatého Benedikta (Krnov-Kostelec) - přístavbou staršího v letech 1769-1772
- Kostel Narození Panny Marie (Krnov) - přestavba z let 1735-1739
- Kostel svatého Ducha (Krnov) - fasáda z konce 18. století
- Kostel Povýšení svatého Kříže (Krnov) - z roku 1756, věž z roku 1777
- Kostel Povýšení svatého Kříže a Bolestné Panny Marie (Krnov) - poutní kostel z let 1722-1728
- Kostel svatého Vavřince (Leskovec nad Moravicí) - z roku 1688
- Kostel svatého Mikuláše (Lichnov) - z let 1727-1733
- Kostel Navštívení Panny Marie (Město Albrechtice) - pozdně barokní z let 1747-1756
- Kostel Nejsvětější Trojice (Mezina) - z roku 1777
- Kostel svatého Mikuláše (Osoblaha) - z let 1765-1766
- Kostel svatého Jiří (Pelhřímovy) - úpravy ze 17. a 18. století
- Kostel Navštívení Panny Marie (Pitárné) - z roku 1776
- Kostel svaté Kateřiny (Rešov) - se středověkým jádrem, přestavěný barokně v roce 1766
- Kostel svatého Michaela Archanděla (Roudno) - pozdně barokní
- Kostel Panny Marie Sněžné (Ruda) - z roku 1760
- Kostel svatého Václava (Skály) - barokní se starším jádrem
- Kostel svatého Václava (Staré Heřminovy) - z poloviny 18. století
- Kostel svaté Kateřiny (Stránské) - opraven 1771, se starším jádrem
- Kostel svaté Barbory (Světlá Hora) - z roku 1798
- Kostel svatého Martina (Široká Niva) - vrcholně barokní z let 1716-1721
- Kostel svatého Šimona a Judy (Těchanov) - z roku 1792
- Kostel svatého Šebestiána (Třemešná) - z roku 1736
- Kostel svatého Antonína Paduánského (Tvrdkov) - pozdně barokní z let 1768-1776
- Kostel Panny Marie Pomocné na Uhlířském vrchu - vystavěn v letech 1756-1765
- Kostel svatého Mikuláše (Úvalno) - barokně upraven roku 1762
- Kostel svatého Urbana (Vysoká) - z let 1766-1767
- Kostel Nejsvětější Trojice (Zátor) - z let 1753-1755
- barokní úprava řady středověkých kostelů

### Empírové a klasicistní kostely
- Kostel svatého Jakuba Většího (Dolní Moravice) - klasicistní z let 1795-1796
- Kostel Panny Marie (Karlova Studánka) - klasicistní z let 1838-1840
- Kostel Povýšení svatého Kříže (Linhartovy) - empírový z let 1833-1834
- Kostel Nejsvětější Trojice (Malá Morávka) - klasicistní z let 1791-1793
- Kostel Archanděla Michaela (Moravskoslezský Kočov) - klasicistní z let 1793-1794, upraven empírově v roce 1823
- Kostel svatého Rocha (Petrovice) - z let 1826-1830
- Kostel svatého Augustina (Sovinec) - empírový z let 1842-1845
- Kostel svatého Michala (Vrbno pod Pradědem) - empírový z let 1840-1843

### Novogotické, novoromantické a historizující kostely
- Evangelický kostel (Bruntál) - novogotický (1887)
- Kostel svatého Jana Křtitele (Kněžpole) - historizující z let 1908-1909
- Evangelický kostel (Krnov) - novogotický z let 1901-1903
- Bývalý židovský templ (Krnov) - novorománských a byzantských forem, z roku 1870
- Kostel Nanebevzetí Panny Marie (Liptaň) - novogotický z let 1866-1870
- Kostel svatého Ondřeje (Slezské Pavlovice) - novogotický ze druhé poloviny 19. století
- Kostel svaté Kateřiny (Slezské Rudoltice) - novorománský z let 1871-1873

### Architektura 20. století
- Českobratrský kostel (Krasov) - z 30. let

### Slohově nezařazené kostely
- Kostel svatého Antonína (Dubnice) - přestavba zřejmě raně barokního kostela v roce 1822

## Starokatolické kostely
- Kostel svatého Ducha (Břidličná)